# Stephanie Versele
Stephanie Versele (5 januari 1988) is een Belgisch korfbalster.

## Levensloop
Versele was actief bij Floriant. Tevens maakte ze deel uit van het Belgisch korfbalteam, waarmee ze onder meer brons won op de Wereldspelen van 2017.